# 波斯尼亚和黑塞哥维那历史
波斯尼亚和黑塞哥维那历史是介绍东南欧国家波斯尼亚和黑塞哥维纳的历史。波斯尼亚和黑塞哥维那是欧洲南部巴爾幹半島西部的多山國家，首都萨拉热窝。波黑為組成原南斯拉夫的六個社會主義共和國（即加盟共和國波斯尼亚和黑塞哥维那社会主义共和国）之一，于1990年代，南斯拉夫戰爭时期獨立，並且根據《岱頓協定》，波黑目前是國際社會公認的獨立主權國家，波黑議會由歐洲議會所選出的高級代表所監督。該國在行政及管理上被分成兩個實體，其一為波斯尼亚和黑塞哥维那联邦，其二為塞族共和國。2000年處於國際監護的布尔奇科市設立了特區，在官方上该特区同时属于两个实体（名义上共管），但实际上不受任何一个实体管辖，而是以去中心化的地方政府来运作的。
該國國名源自於波斯尼亚和黑塞哥维那這兩個歷史地區名稱，但時至今日在該國仍然沒有直接使用這兩個地理區域名稱所代表的政治實體存在，僅有使用種族名稱波士尼亞人跟克羅地亞人（波赫聯邦）、及塞爾維亞人（塞族共和國）所代表的政治實體存在而已。

## 早期
最晚在舊石器時代晚期，波斯尼亚和黑塞哥维那就已經有先民聚居. 
波斯尼亞的斯托拉茨巴丹吉洞穴（ 英文：Badanj Cave ) 距今超過一萬二千年，是目前已知東南歐最古老的紀念碑. 
之後的新石器時代文物，在波斯尼亞和黑塞哥維尼也時有發現. 

### 伊利里亞時期
青銅時代晚期，被伊利里亚人的部落取代。
公元前8世纪，伊利里亚人部落演變成王國，最早的是恩切爾（Enchele）。公元前7世纪，当地开始从青铜时代进入铁器时代，僅珠宝和艺术品仍用青铜制造。在北方的哈爾施塔特文化影响下，形成与之些微不同的地区中心。公元前4世纪，凯尔特人入侵，带来陶轮技术，以及新式样的衣扣和青铜条、铁条。
凯尔特人的迁徙导致許多伊利里亚部落流離失所，部分凯尔特部落和伊利里亚部落混合在一起。
伊利里亚人和文化在该地区并未完全消失，一些文化元素保存至今，如风俗、人名、地名、音樂、藝術等。 
凯尔特人的最终目标是希腊，而该地只是前往希腊的必经之路，因此凯尔特人对该地的影响是微不足道的。

### 罗马时代

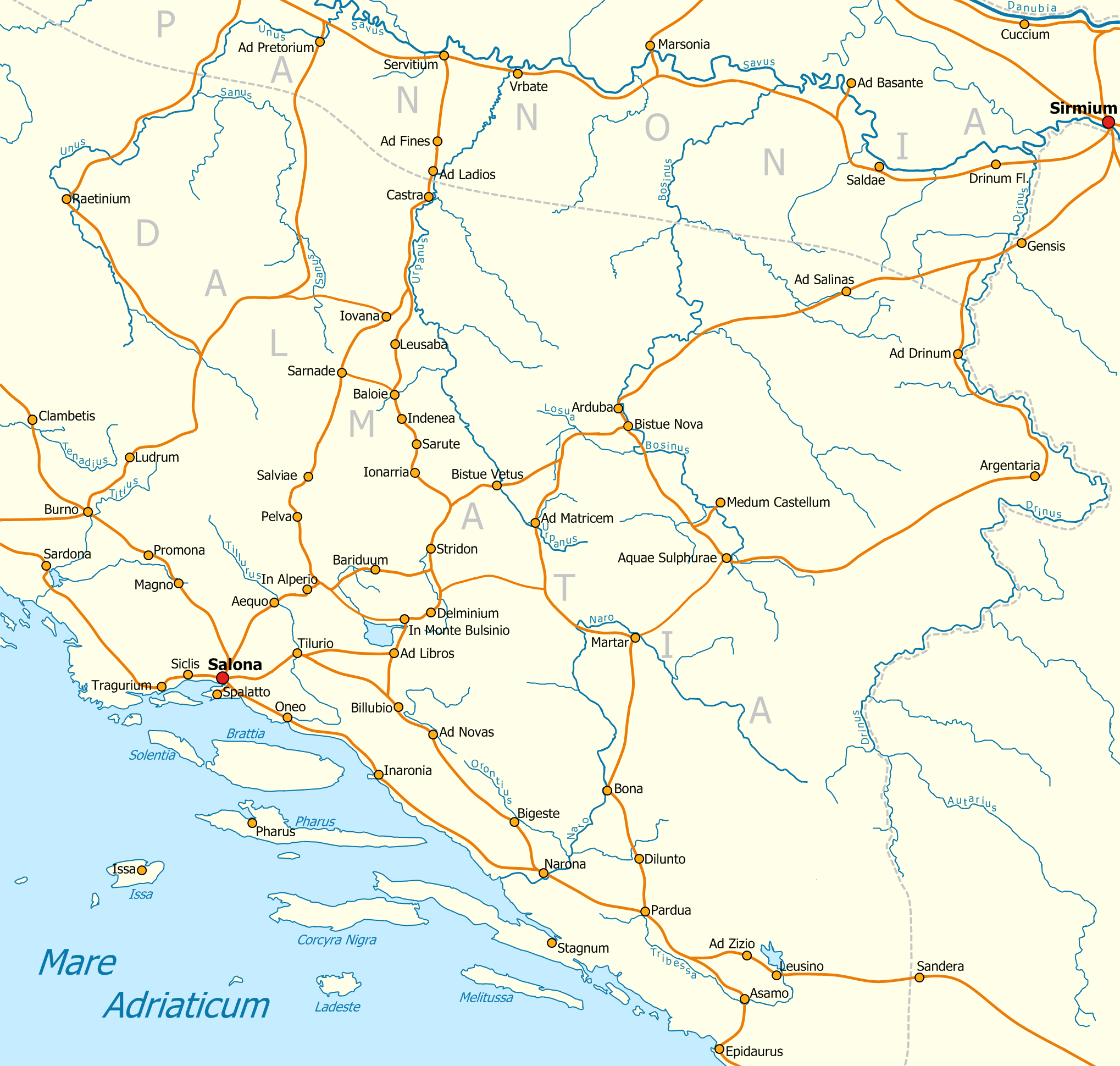
波斯尼亚和黑塞哥维纳在罗马统治时期的聚居地和道路地图

前229年，伊利里亚人和古罗马人發生冲突。前168年，伊利里亞人的領土成为罗马帝国的伊利里亚行省。
9年，該地區完全归于罗马统治之下，结束持续3年的伊利里亚人叛乱。10年，萨瓦河南岸、波斯尼亞的北部成為潘诺尼亚行省的一部分，而剩下的波斯尼亚、黑塞哥维那、黑山、达尔马提亚和塞尔维亚西部则共同形成达尔马提亚行省。
在罗马时代，来自各地的拉丁语人民到该地区定居，罗马士兵退役后也被鼓励在该地定居。如布纳河边的布拉加伊就建在罗马城镇博纳的旧址上。
公元1世纪末之前，基督教已傳入波斯尼亚，大量該時期的文物可以证明这一点。
337年至395年，罗马分裂，潘诺尼亚行省和达尔马提亚行省被划入西罗马。该地区後來被匈奴人攻占。
455年，被东哥特人占领。
6世纪，在东罗马皇帝查士丁尼一世发动的哥特战争中，东哥特人的王国被东罗马击败，现波黑南部地区一度成为东罗马的一部分。

## 中世纪

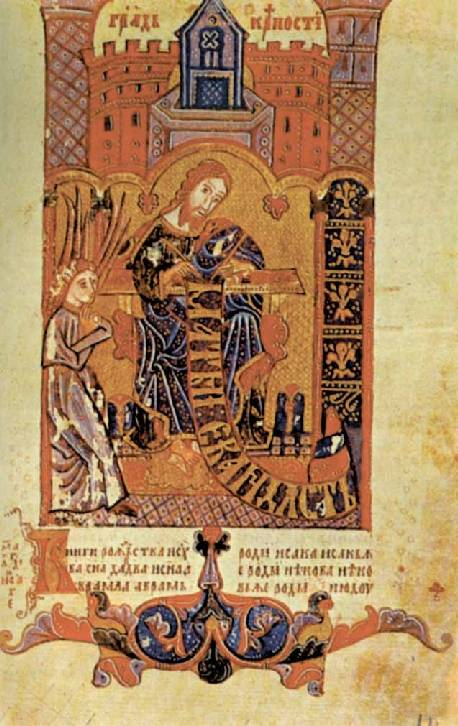
中世纪的波斯尼亚国王

6世纪，起源于今天波兰南部的斯拉夫人与阿瓦尔人结盟，而后于6世纪和7世纪在东南欧开始共同入侵东罗马，并在萨瓦河和亚德里亚海之间的土地定居。其后更多的南斯拉夫人第二波入侵该地区，據部分學者認為，是东罗马皇帝希拉克略请他们来驱逐达尔马提亚地区的阿瓦尔人。斯拉夫部落入侵的同时也带来他们的信仰，这些信仰曾和土著居民伊利里亚人信仰的东正教并存。在接下来的几个世纪内，波斯尼亚以及黑塞哥维纳地区多次分属周围的各个国家。
620年至630年，來自黑海北部的塞爾維亞人和克羅地亞人到達波斯尼亞，應皇帝邀請抵禦阿瓦爾人的入侵。
阿瓦爾人此時已定居在波斯尼亞西部。
9世紀初，波斯尼亞北部被加洛林法蘭克佔領。870年後，塞爾維亞吞併波斯尼亞。900年初，克羅地亞接管法蘭克人所佔的波斯尼亞領土。997年，保加利亞宣稱對波斯尼亞部分地區的主權。1018年，東羅馬吞併保加利亞，宣布對波斯尼亞具有宗主權。1030年，波斯尼亞東北部被交給匈牙利。1102年，克羅地亞與匈牙利共主，匈牙利對波斯尼亞的統治開始瓦解。1137年，匈牙利吞併大部分波斯尼亞地區。
1150年，波斯尼亞與匈牙利一同對抗貝爾格萊德的東羅馬人。1167年，東羅馬佔領波斯尼亞的全部領土。1180年，曼努埃爾一世去世，波斯尼亞完全獨立。
1225年，教皇呼籲匈牙利對波斯尼亞的異教徒進行十字軍。1235年，匈牙利開始入侵。1241年，受到韃靼人的威脅，匈牙利撤軍。1322年，Šubić和Kotromanić家族之間的權力鬥爭結束。1353年，Kotromanić家族的斯蒂芬二世（Stjepan II）去世。1367年，與貴族的長期鬥爭之後，侄子特弗尔特科完全控制波斯尼亞。

### 波斯尼亞王國（1377－1463）
1377年10月26日，特弗尔特科·科特罗曼尼奇加冕，波士尼亞王國建立。1391年，科特罗曼尼奇逝世后，波斯尼亚进入一个漫长的衰落期。1463年6月5日，奥斯曼帝国入侵，波斯尼亚被併吞。

### 鄂圖曼时期（1463－1878年）

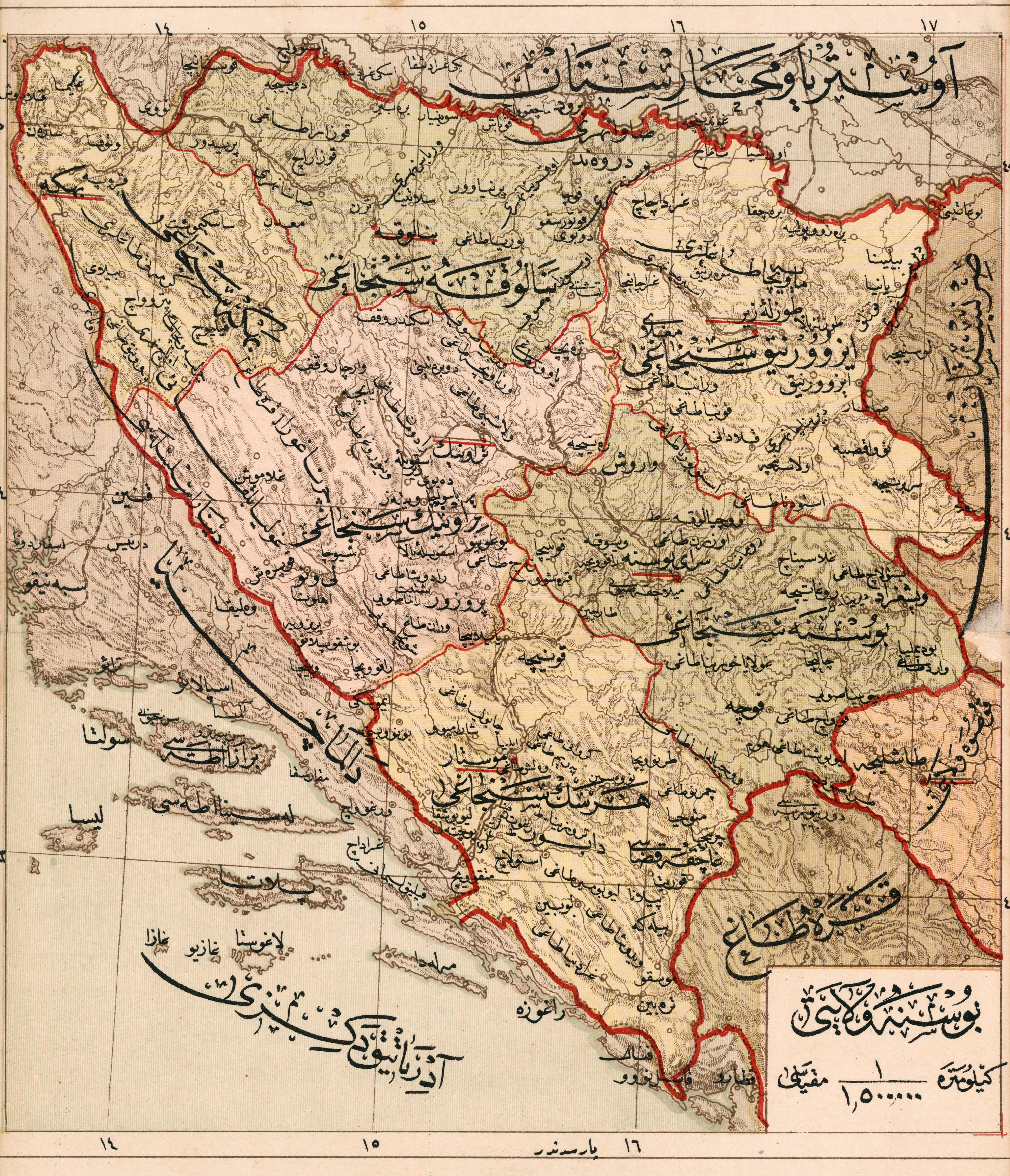
1907年奥斯曼末期的波斯尼亚州地图

奥斯曼帝国的占领标志着波斯尼亚的历史进入新的时期，它给该地区的政治和人文景观带来巨大变化。奥斯曼帝国占领波斯尼亚后允许其以奥斯曼帝国单一省份的身份保留波斯尼亚以前的地位，并且该省使用波斯尼亚这个地名，还享有奥斯曼帝国吞并而来的波斯尼亚领土形成的完整版图，这在奥斯曼帝国占领的巴尔干国家中可是特例。
在奥斯曼帝国统治时期，以武力、宗教人头税等方式迫害当地塞尔维亚人和克罗地亚人。并规定，凡是穆斯林，可进入上层社会；农民如改信伊斯兰教，可免交某些捐税。過去的學者認為，在现今波士尼亞與赫塞哥維納境内的穆斯林大多是由于这种政策所造成的。然而近年來的研究則認為波斯尼亞人改宗伊斯蘭教多數並非被迫。
1483年，波斯尼亞南部出現抵抗，由匈牙利支持。1527年，結束。
1831年，發生起義。1850年，被制止。1875年，農民起義。

## 近代

### 奥匈时期（1878－1918年）

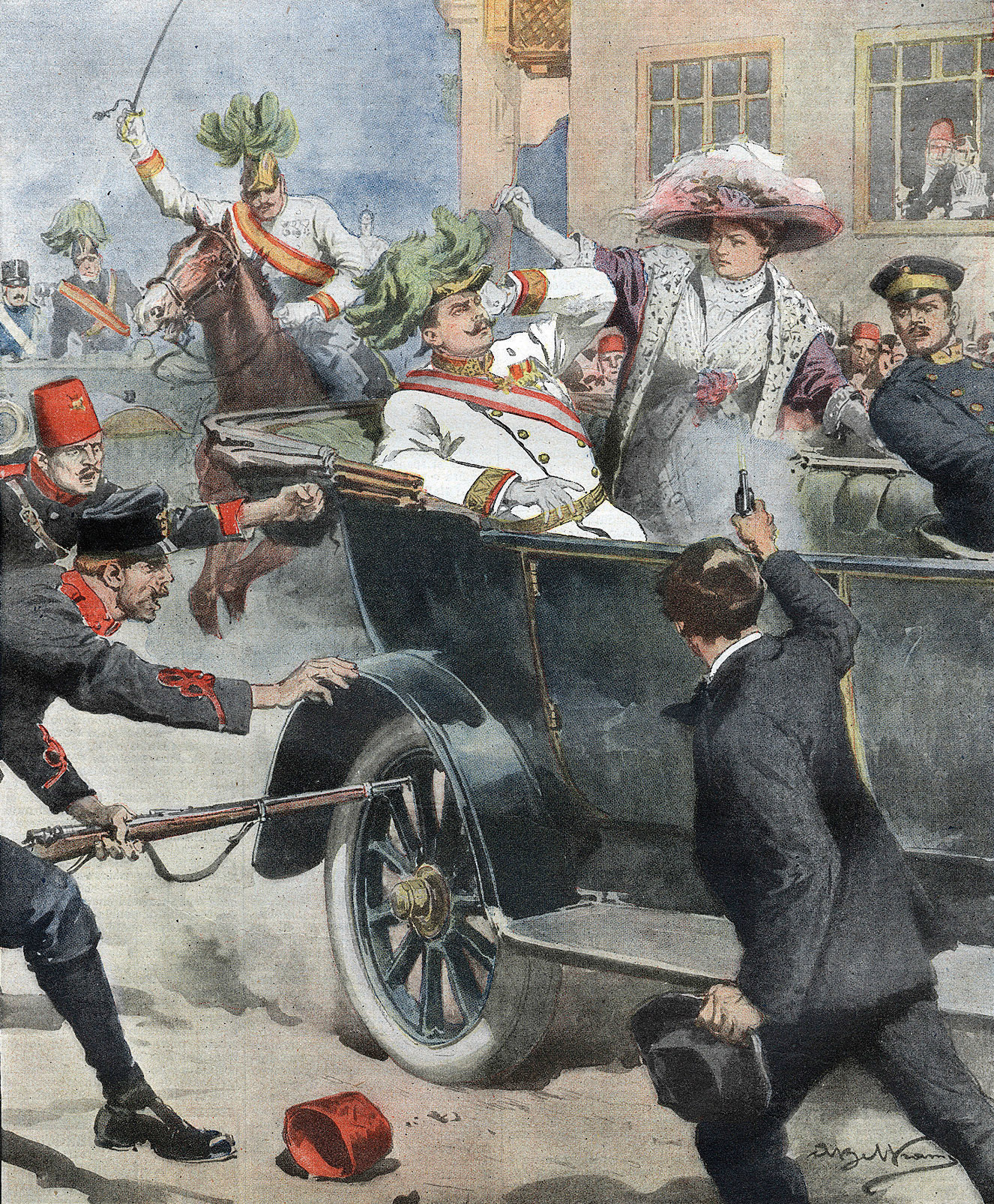
描绘萨拉热窝事件的画

1878年柏林會議，奥匈帝国通过本国外交部长安德拉什获得波斯尼亚和黑塞哥维纳的行政权和仍处于奥斯曼帝国占领之下的新帕扎尔的驻兵权。波斯尼亚和黑塞哥维纳成为奥匈帝国的领地。
1908年，奧匈帝國決定正式吞併波斯尼亞，造成波斯尼亞危機，增加對民族主義者的壓迫。
1914年6月28日，發生萨拉热窝事件，奥匈帝国皇储斐迪南大公在萨拉热窝被塞爾維亞主義者所刺杀，直接导致第一次世界大战的爆发。战后波黑成为斯洛文尼亚人、克罗地亚人和塞尔维亚人王国的一部分，该王国后来更名为南斯拉夫王国。

### 南斯拉夫王国（1918－1941年）

#### 第二次世界大战（1941－1945年）

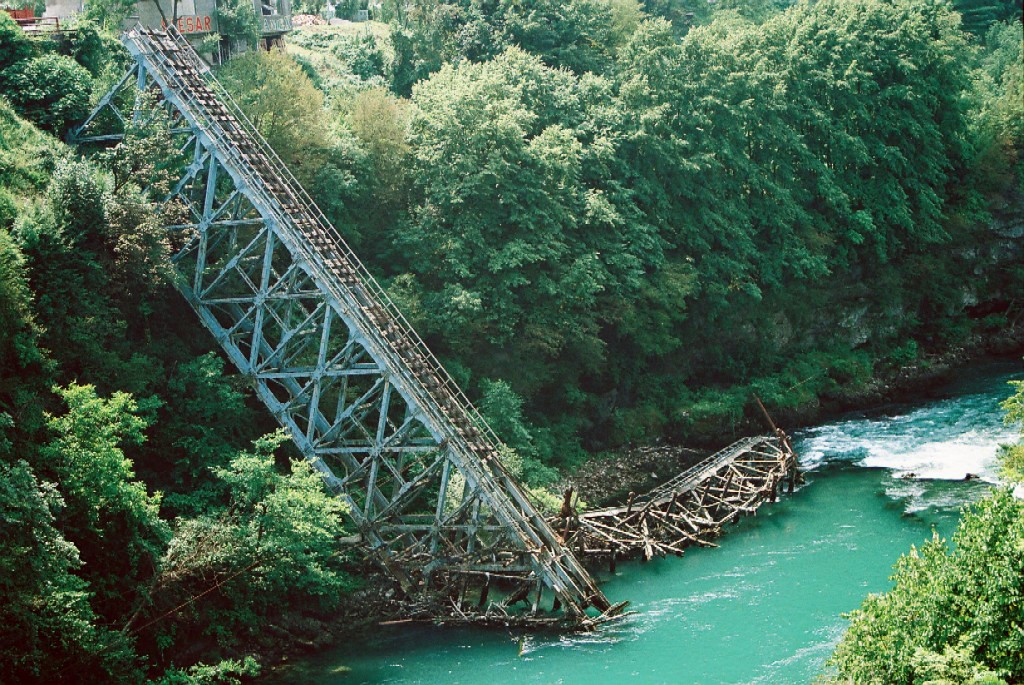
被毁的位于亚布拉尼察、横跨内雷特瓦河的铁路桥，曾两次在亚布拉尼察战斗中被毁

第二次世界大战期间，南斯拉夫王国被纳粹军队占领，波黑成为轴心国、纳粹傀儡克罗地亚独立国的一部分。为巩固统治，克罗地亚独立国领导人广泛的迫害和屠杀对伪政权不利的塞尔维亚人、克罗地亚人、犹太人、罗姆人和铁托领导下的游击队员、共产党员、反法西斯人士，并设立大量的纳粹集中营。
为把纳粹驱逐出去，很多塞尔维亚人参军，包括南斯拉夫人民解放軍和游擊隊和南斯拉夫祖国军（较为熟知的名字是切特尼克）。南斯拉夫人民解放軍及游击队建立于1941年，是一支多民族组成的游击队，由铁托领导的南斯拉夫共产党组织。这只部队在战斗中同时与轴心国军队和切特尼克作战。切特尼克则是一支进行塞族民族主义和保皇主义抵抗运动并用游击战对抗纳粹占领军的部队。不过切特尼克的游击战作用不大，只好和共产党游击队员合作，尽管在后来因理念不同又与共产党游击队员作战。切特尼克也以迫害、杀害非塞族人和共产党及其支持者而被人熟知。
战后南斯拉夫归于铁托领导，和实际民族分布颇有出入。

### 南斯拉夫社会主义联邦共和国（1945－1992年）

波斯尼亚和黑塞哥维纳社会主义共和国的国徽

1946年，铁托建立南斯拉夫社会主义联邦共和国，波斯尼亚和黑塞哥维纳正式成为这个新国家的六个成员国之一 。因为其位于南斯拉夫中间，所以战后的波斯尼亚从战略上被选为防务工业发展的基地，这对于波斯尼亚高度集中的武器工业和军事人员有帮助，也成为后来影响1990年代南斯拉夫社会主义联邦共和国解体和随后的波斯尼亚战争的重要因素。
70年代，南斯拉夫承认“讲塞尔维亚-克罗地亚语的伊斯兰教徒”为穆斯林族（即波黑独立后的波什尼亞克人），使原本构成南斯拉夫主体的民族由五个提升到六个。新承认的穆斯林族，人口次于塞尔维亚人和克罗地亚人位居南斯拉夫第三位。

## 現代

### 波斯尼亚战争（1992－1995年）

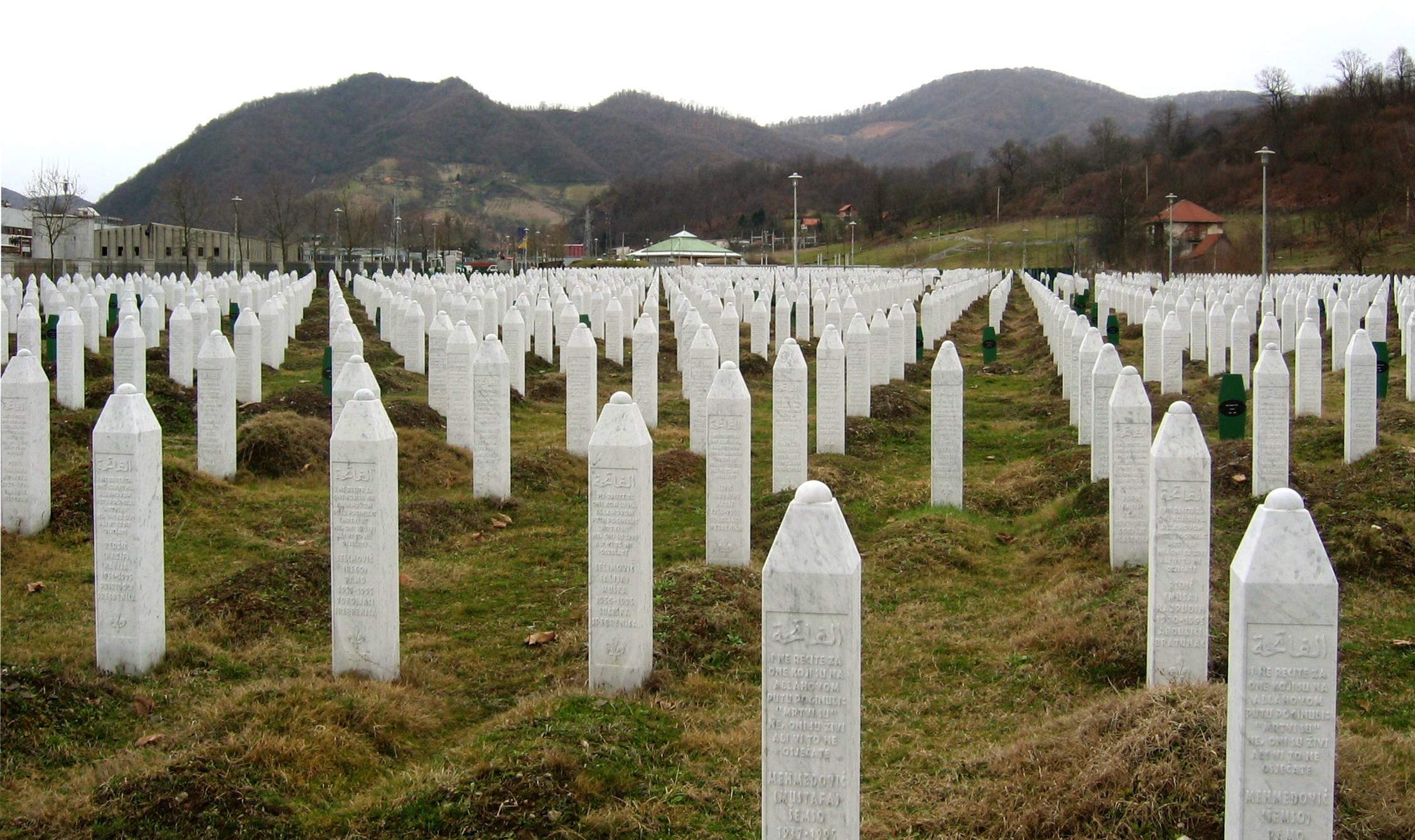
斯雷布雷尼察大屠杀纪念馆里的墓碑

1992年2月19日，波黑就独立问题举行公民投票，而塞族领导人号召抵制投票，因而绝大部分塞族公民并没有参与投票。此次公投投票率为63.7%，其中92.7%的投票者更倾向于独立。3月3日，波黑议会依据选举结果正式宣布独立，民族矛盾进一步激化。接下来一个月直至战争爆发之前，在波黑境内发生波斯尼亚族，克罗地亚族与塞族之间的零星武装冲突，有塞族平民遭到杀害（英语：Sijekovac屠杀），亦有波斯尼亚族平民遇害（英语：Bijeljina屠杀）。4月6日，在欧洲共同体承认波黑独立的同一天，波黑境内5个塞族自治区宣布联合成立塞族共和国，独立于波黑，但依然留在南斯拉夫内。塞族武装于同日炮击了萨拉热窝，并在两日内包围了若干穆斯林为主的城市。至此，军事冲突正式爆发并从首都萨拉热窝向外蔓延，酿成全面内战。1994年3月，穆斯林和克族人同意共组联邦，共同对抗塞族人。
1995年11月21日，各方签署代顿和平协定结束内战，并把波黑分为波黑联邦以及塞族共和国两个政治实体。内战中共有二十万人死亡，超过二百万人流离失所。
战争结束後，北约在波黑继续驻扎维和部队，2004年底由欧盟所取代。
2006年10月1日，举行大选。10月18日，中央选举委员会公布，波什尼亚克族的哈里斯·西拉伊季奇、塞尔维亚族的内博伊沙·拉德马诺维奇和克罗地亚族的泽利科·科姆希奇当选为主席团成员。议会代表院42个席位中，民主行动党获得9席，波黑党获得8席，独立社会民主联盟和波黑社会民主党分别获得7席和5席，余下席位被其他一些政党和政党联盟获得。2007年2月9日，以尼科拉·什皮里奇为部长会议主席的政府宣誓就职。

### 反政府示威（2014年）

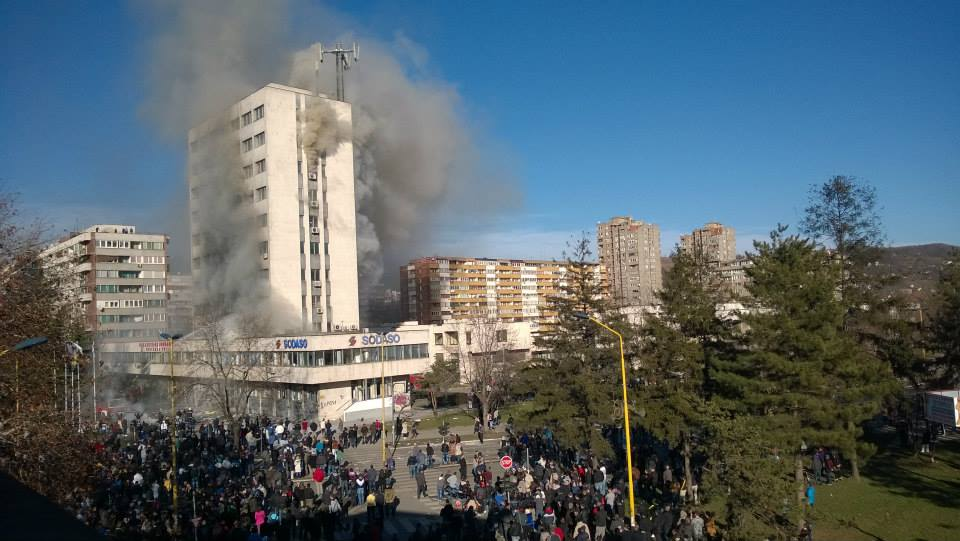
2014年2月7日，着火的图兹拉市政府大楼

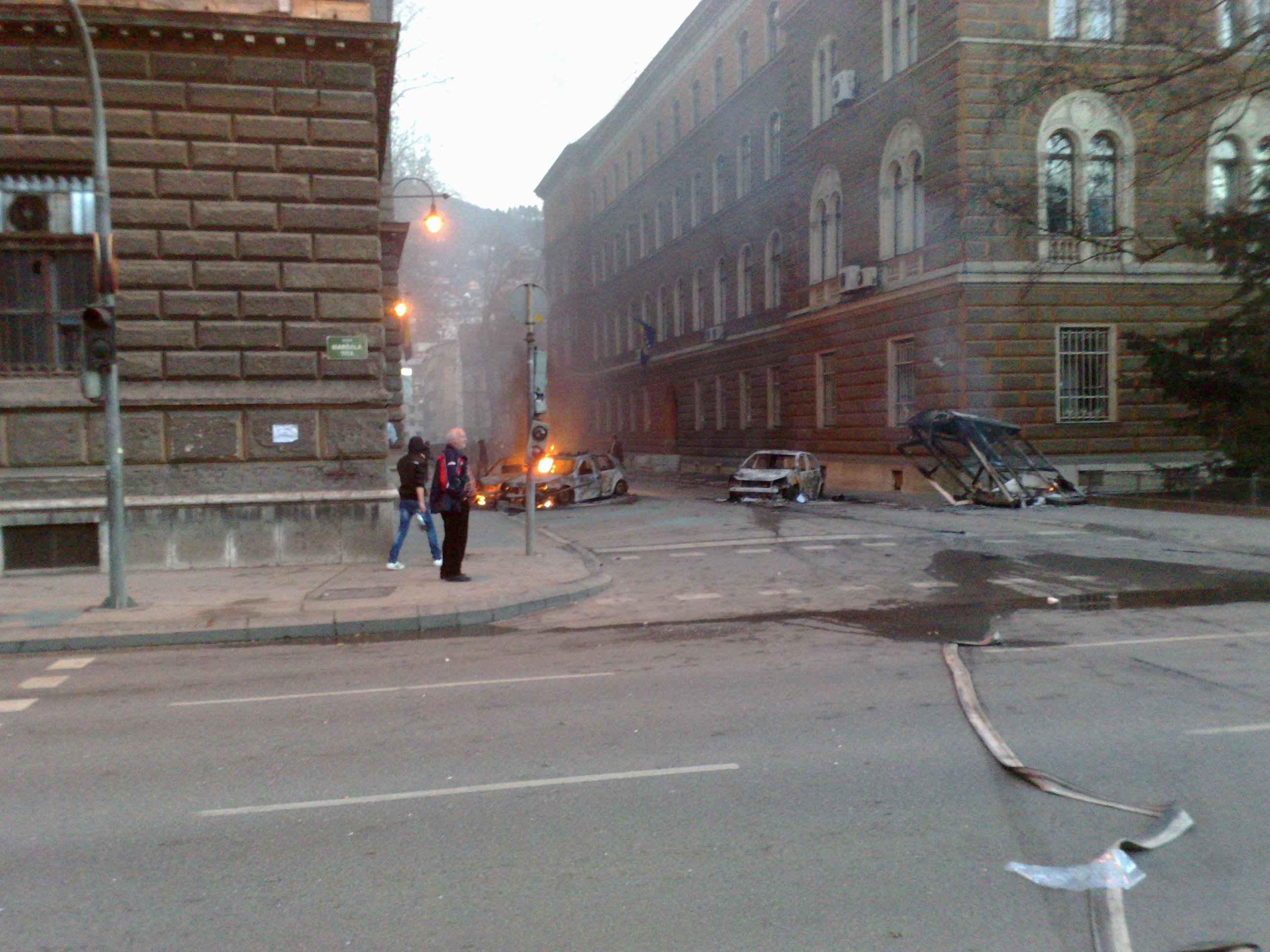
2014年2月7日，在波斯尼亚黑塞哥维那主席团办公楼旁燃烧的汽车

2014年2月4日，發生反政府示威，或被称为波斯尼亚之春，这场始于北部城镇图兹拉的示威的名字来源于阿拉伯之春。起因是来自几家破产的私人企业的工人联合起来要求政府创造更多就业机会，付清工资，支付养老金。很快这场示威蔓延到国内其他地方，在近20个城镇均有暴力冲突报道，其中以萨拉热窝、泽尼察、莫斯塔尔、比哈奇、布尔奇科、图兹拉最大。据波斯尼亚新闻媒体报道在示威中有有数百人受伤，包括许多警察。另外在巴尼亚卢卡也有数百人集会支持反政府示威。
这场示威标志着自1995年波斯尼亚战争结束以来波斯尼亚和黑塞哥维纳国内人民对于高失业率和20多年政府的政治惰性的愤怒的最大爆发。
2014年5月，發生嚴重洪災。
2016年2月15日，申請加入歐盟。